# فوسكريسينسكويي (مقاطعة نيجني نوفغورود)
فوسكريسينسكويي (بالروسية: Воскресенское) هي مدينة في مقاطعة نيجني نوفغورود أوبلاست في روسيا.